# Вудворт (Північна Дакота)
Вудворт (англ. Woodworth) — місто (англ. city) в США, в окрузі Статсмен штату Північна Дакота. Населення — 44 особи (2020).

## Географія
Вудворт розташований за координатами 47°8′32″ пн. ш. 99°18′15″ зх. д. / 47.14222° пн. ш. 99.30417° зх. д. (47.142169, -99.304151).  За даними Бюро перепису населення США в 2010 році місто мало площу 0,58 км², з яких 0,57 км² — суходіл та 0,01 км² — водойми.

## Демографія
Згідно з переписом 2010 року, у місті мешкало 50 осіб у 33 домогосподарствах у складі 11 родини. Густота населення становила 86 осіб/км².  Було 52 помешкання (90/км²).
Расовий склад населення:
| - 92,0 % — білих - 8,0 % — корінних американців |

До двох чи більше рас належало 0,0 %. Частка іспаномовних становила 0,0 % від усіх жителів.
За віковим діапазоном населення розподілялося таким чином: 16,0 % — особи молодші 18 років, 62,0 % — особи у віці 18—64 років, 22,0 % — особи у віці 65 років та старші. Медіана віку мешканця становила 56,5 року. На 100 осіб жіночої статі у місті припадало 127,3 чоловіків;  на 100 жінок у віці від 18 років та старших — 133,3 чоловіків також старших 18 років.
Цивільне працевлаштоване населення становило 9 осіб. Основні галузі зайнятості: оптова торгівля — 33,3 %, освіта, охорона здоров'я та соціальна допомога — 22,2 %, науковці, спеціалісти, менеджери — 11,1 %.